# Китайская корпорация судостроительной промышленности
China Shipbuilding Industry Corporation (CSIC) — крупнейшая судостроительная корпорация Китая, полностью принадлежащая Комитету по контролю и управлению государственным имуществом Китая (SASAC). Основана в 1999 году, штаб-квартира расположена в Шанхае. CSIC занимается проектированием, производством и ремонтом судов различных классов (ежегодные судостроительные мощности корпорации составляют 15 млн дедвейтовых тонн). CSIC объединяет десятки предприятий, институтов и лабораторий, общее число сотрудников — свыше 170 тыс. человек. 
Главным промышленным активом CSIC является China Shipbuilding Industry Company Limited, акции которой с 2008 года котируются на Шанхайской фондовой бирже. По состоянию на 2019 год продажи China Shipbuilding Industry Company Limited составляли 6,5 млрд долларов, активы — 30,1 млрд долларов, рыночная стоимость — 23 млрд долларов, в компании работало 36,3 тыс. сотрудников. Главными научно-исследовательскими учреждениями группы CSIC являются China Ship Research & Development Academy (Пекин) и China Ship Scientific Research Centre (Уси).
China Shipbuilding Industry Corporation входит в число десяти крупнейших военных компаний Китая и производит около 80 % военно-морского оборудования страны. Основной гражданской продукцией являются газовозы, нефтетанкеры, контейнеровозы и морские буровые платформы, которые CSIC экспортирует в более чем 70 стран мира.

## История
China Shipbuilding Industry Corporation образована в 1999 году указом правительства Китая на основе судостроительных предприятий, выделенных из состава другого государственного холдинга — China State Shipbuilding Corporation. В 2008 году дочерняя компания China Shipbuilding Industry Company Limited вышла на Шанхайскую фондовую биржу.
Летом 2019 года за коррупцию и злоупотребление служебным положением бывший президент China Shipbuilding Industry Corporation Сунь Бо был приговорён к 12 годам тюремного заключения. В ноябре 2019 года власти Китая завершили слияние China State Shipbuilding Corporation (CSSC) и China Shipbuilding Industry Company (CSIC) под брендом CSSC. Объединённая компания имела суммарные активы в 790 млрд юаней (112,3 млрд долл.), 310 тыс. сотрудников, 147 научно-исследовательских институтов, предприятий и публичных компаний.

## Предприятия

Завод в Даляне

China Shipbuilding Industry Corporation насчитывает семь судоверфей общей мощностью 15 млн дедвейтовых тонн, которые включают современные сухие доки и стапели. Также в состав корпорации входит несколько научно-исследовательских институтов и лабораторий, которые разрабатывают военно-морские и гражданские суда, а также связанное с ними оборудование.
Ключевым предприятием корпорации является судостроительный завод Dalian Shipbuilding Industry в Даляне, на двух верфях которого занято свыше 15 тыс. сотрудников. Завод производит подводные лодки, эсминцы, нефтяные танкеры, дизельные двигатели для судов, а также ремонтирует китайские авианосцы и подводные лодки. Другим важным предприятием является судостроительный завод Bohai Shipbuilding в Хулудао, на котором производят атомные подводные лодки «Цзинь».
Завод Wuchang Shipbuilding в Ухане производит подводные лодки, фрегаты, катера береговой охраны, суда для обслуживания нефтяных платформ, суда-амфибии, различное военное оборудование и крупногабаритные стальные конструкции. Завод Beihai Shipbuilding в Циндао строит и ремонтирует крупнотоннажные нефтяные и химические танкеры, а также сухогрузы, в том числе контейнеровозы и суда для перевозки древесины.
На заводе Shanhaiguan Shipbuilding в Циньхуандао производят морские и речные контейнеровозы. 

### Судостроение и судоремонт
- Dalian Shipbuilding Industry (Далянь)
- Bohai Shipbuilding Heavy Industry (Хулудао)
- Shanhaiguan Shipbuilding Industry (Циньхуандао)
- Tianjin Shipbuilding Industry (Тяньцзинь)
- Qingdao Beihai Shipbuilding Heavy Industry (Циндао)
- Wuchang Shipbuilding Industry (Ухань)
- Wuhan Shipbuilding Industry (Ухань)
- Chongqing Shipbuilding Industry (Чунцин)
- Wuzhou Shipyard (Учжоу)

### Производство оборудования и комплектующих
- Dalian Marine Diesel Engine (Далянь)
- Dalian Marine Valve (Далянь)
- Dalian Marine Propulsion (Далянь)
- Yichang Marine Diesel Engine (Ичан)
- Yichang Jiangxia Marine Machinery (Ичан)
- Wuhan Special Shipbuilding Equipment (Ухань)
- Wuhan Marine Machinery (Ухань)
- Wuhan Heavy Industry Casting and Forging (Ухань)
- Kunming Ship Equipment Group (Куньмин)
- Shenyang Liaohai Equipment (Шэньян)
- Xi'an Ship Equipment Industry (Сиань)
- Xi'an Dongfeng Instrument (Сиань)
- Shaanxi Diesel Engine Heavy Industry (Сяньян)[16]
- Shanxi Fenxi Heavy Industry (Линьфэнь)
- Shanxi Pingyang Heavy Machinery (Линьфэнь)
- Chongqing Hydraulic Electric (Чунцин)
- Chongqing Hongjiang Machinery (Чунцин)
- Chongqing Yuejin Machinery (Чунцин)
- Chongqing Hua Yu Electrical Instrument (Чунцин)
- Chongqing Wind Machinery (Чунцин)
- Chongqing Changping Machinery (Чунцин)
- Chongqing Changzheng Heavy Industry (Чунцин)
- Chongqing Hengshan Machinery (Чунцин)
- Chongqing Qingping Machinery (Чунцин)
- Haizhuang Windpower Equipment (Чунцин)[17]
- Tianjin Xingang Shipbuilding Heavy Industry (Тяньцзинь)
- Qingdao Haixi Heavy-Duty Machinery (Циндао)
- CSIC Railway Transaportation Equipment (Циндао)
- Luoyang Sunrui Rubber Technology (Лоян)
- Xiamen Sunrui Marine Coatings (Сямынь)
- Beijing Great Wall Radio (Пекин)
- CSIC Longjiang GH Turbine (Харбин)[18]

## Научно-исследовательские разработки
В научно-исследовательских структурах China Shipbuilding Industry Corporation работают 13 академиков и свыше 40 тыс. высококвалифицированных инженеров. 
- Китайский проектно-исследовательский центр судостроения (Ухань)
- Второй институт проектирования судов (Ухань)
- Исследовательский институт цифровых разработок (Ухань)
- Институт морской электроники (Ухань)
- Институт судовых телекоммуникаций (Ухань)
- Китайский научно-исследовательский центр судостроения (Уси)
- Проектно-исследовательский центр судостроения (Далянь)
- Исследовательский институт судоремонтных технологий (Тяньцзинь)
- Институт морских инструментов (Тяньцзинь)
- Исследовательский институт корабельных котлов и турбин (Харбин)
- Исследовательский институт тестовых технологий (Ичан)
- Институт морского электронного оборудования (Янчжоу)
- Институт судовых радаров (Нанкин)
- Институт морского оборудования (Шанхай)
- Исследовательский институт корабельных дизельных двигателей (Шанхай)
- Институт корабельного электронного оборудования (Шанхай)
- Институт прикладной акустики (Ханчжоу)
- Институт оптики (Ханчжоу)
- Исследовательский институт корабельных материалов (Лоян)
- Институт механических и электротехнических разработок (Чжэнчжоу)
- Институт очистного оборудования (Ханьдань)
- Исследовательский тестовый центр судостроительного оборудования (Куньмин)

## Дочерние компании
- China Shipbuilding Industry Company Limited
- China Shipbuilding & Offshore International Co.[19]
- China Shipbuilding Trading Co.
- China International Offshore Oil Engineering Co.
- China Offshore Industrial Corp.
- China Shipbuilding Equipment & Materials Co.
- China United Shipbuilding Co. (Hogn Kong)
- China Shipbuilding Heavy Industry South Africa Equipment Co.
- CSIC Finance Co.
- CSIC Technology Investment Development Co.
- CSIC Yuanzhou (Beijing) Technology Co.
- HZ Wind Power (Трой, Мичиган)

## Продукция
China Shipbuilding Industry Corporation производит грузовые, специальные, пассажирские и военные суда различных классов (в том числе контейнеровозы, балкеры, ролкеры, нефтяные супертанкеры, челночные нефтетанкеры, химические танкеры, суда для установки ветряных турбин, земснаряды, буксиры, пассажирские паромы, атомные и дизельные подводные лодки, ракетные эсминцы и фрегаты, суда-заправщики), нефтяные платформы, военно-морское оборудование (в том числе артиллерийские и ракетные системы, навигационное, телекоммуникационное и компьютерное оборудование, инженерную технику), дизельные двигатели, ветрогенераторы, аварийные генераторы для АЭС, турбонагнетатели, аккумуляторные батареи, крупногабаритные стальные конструкции (в том числе мостовые конструкции), портовое оборудование (в том числе портовые краны), шлюзовые ворота, контрольно-измерительные приборы (в том числе счётчики газа), системы автоматического распределения (в том числе сортировальные ленты и другое логистическое оборудование), железнодорожное оборудование (в том числе вагоны-цистерны), оборудование для металлургической, нефтехимической, рыболовной и табачной промышленности.